# Moorpark
Moorpark – miasto w Stanach Zjednoczonych, w stanie Kalifornia, w hrabstwie Ventura.